# ルドウィッヒ・ベーメルマンス
ルドウィッヒ・ベーメルマンス（Ludwig Bemelmans, 1898年4月27日 - 1962年10月1日）は、アメリカ人イラストレーター、作家。

## 著者略歴
チロル地方のメラーノに生まれた。父はベルギー人の画家。問題を起こすことが多く、様々な寄宿学校等で育った。14歳で学校を中退し、ホテルで働きはじめるが、気性の激しさから故郷で騒動を起こし、16歳で渡米する。第一次大戦後、本格的に絵の勉強をしようとミュンヘンへ行く計画を立てるが、結局夢は果たせず、ホテルの仕事を続ける。
1925年にはニューヨーク・イーストサイドのレストランのオーナーとなり、そのレストランの壁やアパートの日よけなどに様々な絵を描いていたところ、友人の編集者の目にとまり、絵本を描くことを勧められる。
第1作は「Hansi（森のクリスマス）」（日本語版は、岩波書店からの出版（訳・光吉夏弥））（1934年）。1939年には「Madeline（げんきなマドレーヌ）」をニューヨークのViking Pressから発表。続いて「Madeline's Rescue（マドレーヌといぬ）」、「Madeline and the Bad Hat（マドレーヌといたずらっこ）」、「Madeline and the Gypsies（マドレーヌとジプシー）」、「Madeline in London（ロンドンのマドレーヌ）」等の作品を発表していった。
1954年にコルデコット賞を受賞した。妻との間に1人の娘、バーバラ、および3人の孫、ジョン・マルシアノ、ジェームズ・マルシアーノ、ポール・マルシアーノがいる。
1962年10月、膵臓癌でニューヨークにて死去。アーリントン国立墓地に埋葬された。

## 受賞歴
- コルデコット賞 1954年 （Madeline's Rescue（『マドレーヌといぬ』）に対して）

## 主な作品
| - 1934: Hansi（森のクリスマス） - 1936: The Golden Basket - 1937: My War with the United States - 1937: The Castle Number Nine - 1938: Life Class – An autobiographical sketch. - 1938: Quito Express - 1939: Madeline（『げんきなマドレーヌ』） - 1939: Small Beer - 1940: Fifi - 1941: At Your Service - 1941: Hotel Splendide - 1941: The Donkey Inside - 1942: Rosebud - 1942: I Love You, I Love You, I Love You - 1943: Now I Lay Me Down to Sleep - 1945: The Blue Danube - 1946: Hotel Bemelmans - 1947: A Tale of Two Glimps - 1947: Dirty Eddie - 1948: The Best of Times: An Account of Europe Revisited - 1949: The Eye of God - 1950: Sunshine: A Story about the City of New York - 1952: How to Travel Incognito - 1952: The Happy Place | - 1953: Father, Dear Father - 1953: Madeline's Rescue（『マドレーヌといぬ』） - 1953: The Borrowed Christmas - 1954: The High World - 1955: Parsley - 1955: To the One I Love the Best - 1956: Madeline and the Bad Hat（『マドレーヌといたずらっこ』） - 1957: The Woman of My Life - 1958: My Life in Art - 1959: Madeline and the Gypsies（『マドレーヌとジプシー』） - 1960: Welcome Home! - 1960: Are You Hungry, Are You Cold - 1960: How to Travel To Europe All to Yourself - 1961: Italian Holiday - 1961: Madeline in London（『ロンドンのマドレーヌ』） - 1962: Marina（マリーナ） - 1962: On Board Noah's Ark - 1963: The Street Where the Heart Lies - 1964: La Bonne Table - 1966: The Elephant Cutlet - 1985: Tell Them It Was Wonderful: Selected Writings - 1985: Madeline's Christmas（『マドレーヌのクリスマス』） - 1999: Madeline in America and Other Holiday Tales |

## 日本語訳された作品
- 『マドレーヌといたずらっこ』世界傑作絵本シリーズ、瀬田貞二訳、福音館書店、1973年
- 『げんきなマドレーヌ』世界傑作絵本シリーズ、瀬田貞二訳、福音館書店、1980年
- 『マドレーヌといぬ』世界傑作絵本シリーズ、瀬田貞二訳、福音館書店、1983年
- 『ちいさなマドレーヌ』しかけえほん、岡松きぬ子訳、大日本絵画、1987年
- 『山のクリスマス』岩波の子どもの本、光吉夏弥訳、岩波書店、1987年
- 『マドレーヌとジプシー』世界傑作絵本シリーズ、瀬田貞二訳、福音館書店、1990年
- 『マドレーヌ メリーゴーラウンドえほん』岡松きぬ子訳、大日本絵画、1995年
- 『マドレーヌのクリスマス』江國香織訳、BL出版、2000年
- 『ロンドンのマドレーヌ』江國香織訳、BL出版、2001年
- 『特急キト号』伏見操訳、PHP研究所、2006年
- 『パセリともみの木』伏見操訳、あすなろ書房、2007年
- 『マリーナ』伏見操訳、クレヨンハウス、2009年
- 『よくぞごぶじで ― きつねのかぞくのおはなし』ビーヴァリー・ボガート原詩、BL出版、2010年
- 『ゴールデン・バスケットホテル』江國香織訳、BL出版、2011年
- 『バティストさんとハンガーブルグ＝ハンガーブルグ伯爵のおはなし』江國香織訳、BL出版、2012年

### ビデオ
- 『マドレーヌとジプシー <VHS>』ジェネオン・ユニバーサル・エンターテイメント、1993年
- 『ロンドンのマドレーヌ <VHS>』ジェネオン・ユニバーサル・エンターテイメント、1993年

### イラスト
- 『ヌードル』岩波の子どもの本、マンロー・リーフ著、岩波書店、2003年